# Avenay-Val-d’Or
Avenay-Val-d’Or (lateinisch Avenniacum) ist eine französische Gemeinde mit 961 Einwohnern  (Stand 1. Januar 2022) im Département Marne in der Region Grand Est. Sie gehört zum Arrondissement Épernay und zum Kanton Épernay-1. Avenay-Val-d’Or ist Mitglied der Communauté de communes de la Grande Vallée de la Marne. 

## Lage
Avenay-Val-d’Or liegt etwa 21 Kilometer südlich von Reims im Regionalen Naturpark Montagne de Reims. Das Gemeindegebiet wird vom Flüsschen Livre und seinen Zuflüssen durchquert.
Die Nachbargemeinden sind Germaine im Norden, Fontaine-sur-Ay im Osten, Aÿ-Champagne im Süden und Mutigny im Westen.

## Geschichte

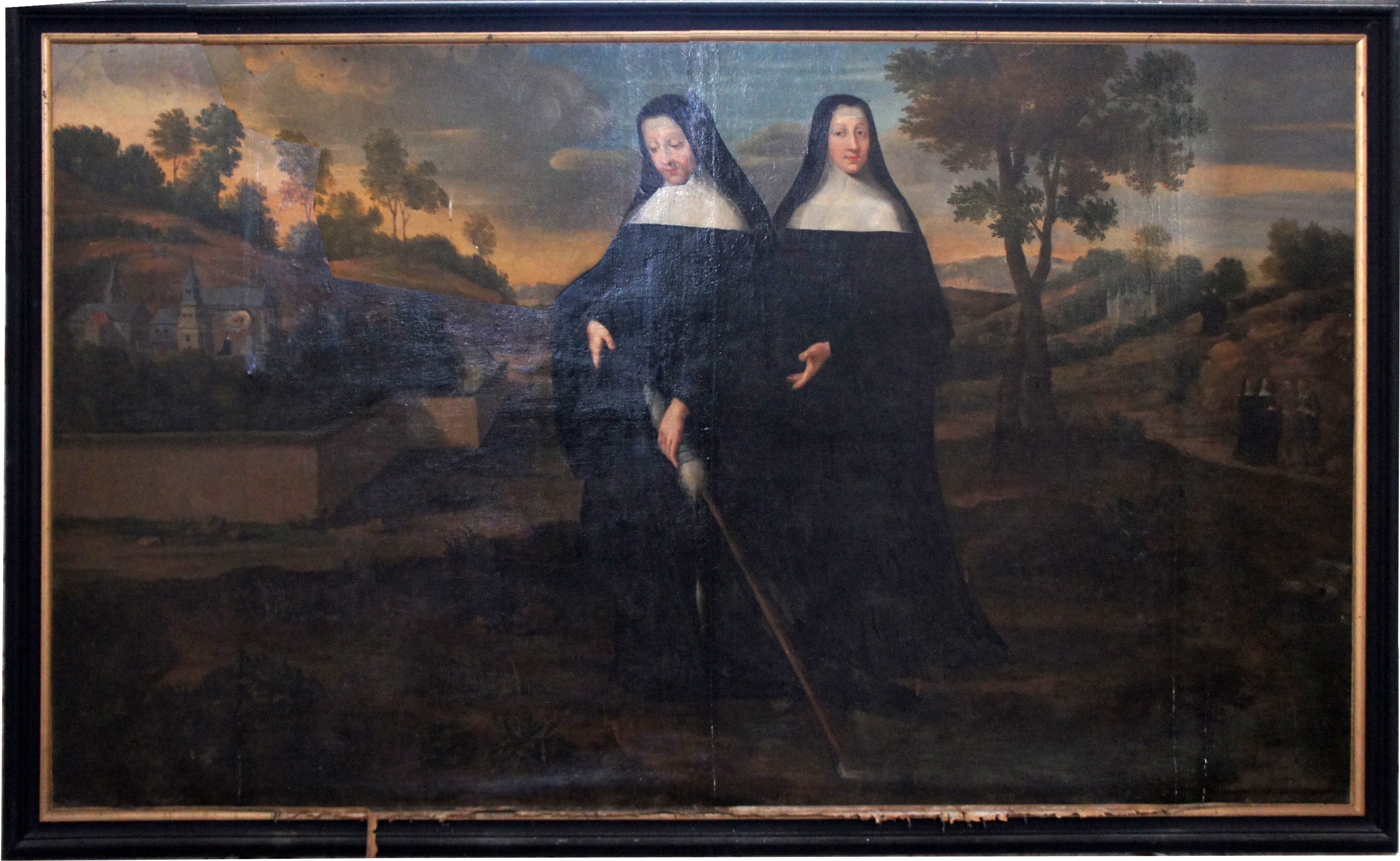
Bertha von Avenay

Avenay ist bereits seit der Römerzeit besiedelt. Die heilige Bertha von Avenay, die der Überlieferung nach mit der Familie der Merowinger verschwägert war, gründete hier im Jahr 660 eine Benediktinerabtei. Die „Regesta Imperii“ berichten, dass im Spätherbst 877 ein Verschwörerzug gegen König Ludwig II., auch „der Stammler“ genannt, die Abtei erreichte („ad Avennacum monasterium“, RI I., Nr. 2693). Die Gebäude der Abtei wurden während der Französischen Revolution vollständig abgerissen.

### Bevölkerungsentwicklung
| Jahr                       | 1962 | 1968 | 1975 | 1982 | 1990 | 1999 | 2006 | 2018 |
| -------------------------- | ---- | ---- | ---- | ---- | ---- | ---- | ---- | ---- |
| Einwohner                  | 970  | 1009 | 1040 | 953  | 991  | 1026 | 886  | 1030 |
| Quellen: Cassini und INSEE |      |      |      |      |      |      |      |      |

## Sehenswürdigkeiten
Die Kirche St. Trésain, deren aktuelle Architektur aus dem 13. bis 16. Jahrhundert stammt, enthält Reliquien und Kunstwerke der ehemaligen Abtei.

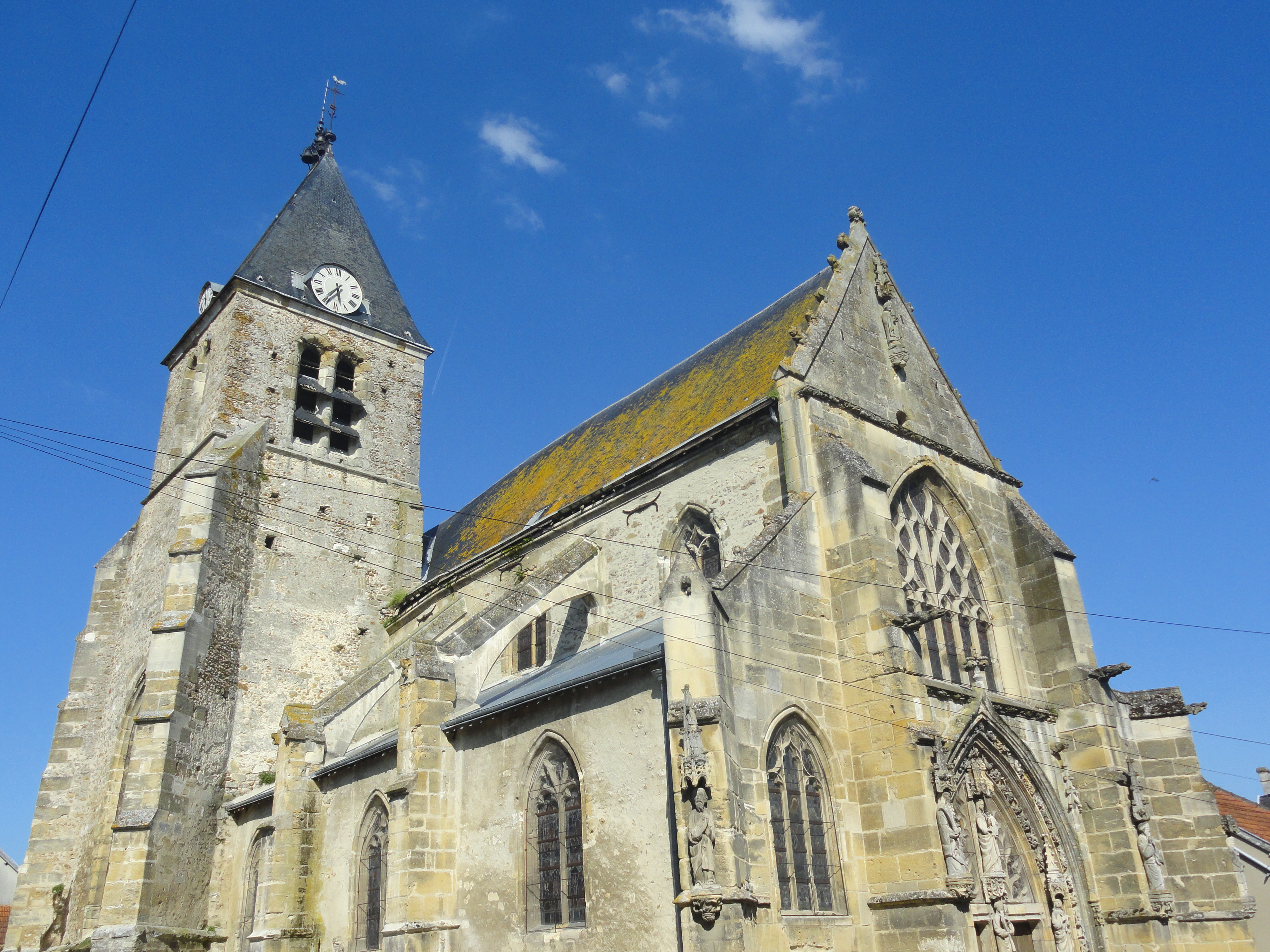
Kirche Saint-Trésain

## Persönlichkeiten
Avenay-Val-d’Or ist die Heimat der Mediävisten Paulin Paris (1800–1881) und seines Sohnes Gaston Paris (1839–1903), beides Mitglieder des Collège de France, Gaston Paris auch Mitglied der Académie française.